# Curuzú Cuatiá
Curuzú Cuatiá é um cidade da Argentina, localizada na província de Corrientes. É a capital do departamento de Curuzú Cuatiá.